# ادسون توريس
ادسون توريس (بالإسبانية: Edson Torres)‏ (30 يونيو 1998 بغوادالاخارا في المكسيك - ) هو لاعب كرة قدم مكسيكي في مركز الوسط.

## روابط خارجية
- ادسون توريس على موقع قاعدة بيانات كرة القدم.إي يو (الإنجليزية)
- ادسون توريس على موقع Soccerway.com (الإنجليزية)
- ادسون توريس على موقع AS.com (الإسبانية)